# Srđan Stanić
Srđan Stanić (ur. 6 lipca 1989 w Sarajewie) – bośniacki piłkarz grający na pozycji obrońcy, zawodnik FK Igman Konjic. W 2011 reprezentant Bośni i Hercegowiny.

## Kariera piłkarska
Stanić profesjonalną karierę rozpoczął w Slaviji Sarajewo. W sierpniu 2007 przeniósł się do FK Željezničar. Następnie był zawodnikiem klubów z Premijer liga Bosne i Hercegovine: FK Olimpik Sarajewo, ponownie FK Željezničar, Zrinjski Mostar i następnie FK Željezničar. 
26 września 2020 podpisał kontrakt z FK Igman Konjic, który występuje w Prva nogometna liga Federacije Bosne i Hercegovine; umowa do 30 czerwca 2021.

## Kariera reprezentacyjna
W 2007 reprezentował Bośnię i Hercegowinę w kategorii U-19.
W seniorskiej reprezentacji Bośni i Hercegowiny zadebiutował 16 grudnia 2011 na stadionie Mardan Spor Kompleksi (Aksu, Turcja) w towarzyskim meczu z reprezentacją Polski, na boisku pojawił się w 46 minucie meczu.
| Mecze i gole w reprezentacji | Mecze i gole w reprezentacji | Mecze i gole w reprezentacji | Mecze i gole w reprezentacji | Mecze i gole w reprezentacji | Mecze i gole w reprezentacji | Mecze i gole w reprezentacji |
| #                            | Data                         | Stadion                      | Rywal                        | Wynik                        | Gol                          | Rozgrywki                    |
| 2011                         | 2011                         | 2011                         | 2011                         | 2011                         | 2011                         | 2011                         |
| ---------------------------- | ---------------------------- | ---------------------------- | ---------------------------- | ---------------------------- | ---------------------------- | ---------------------------- |
| 1.                           | 16.12.2011                   | Kundu, Turcja                | Polska                       | 0:1                          | 0                            | towarzyski                   |

## Sukcesy

### Klubowe
Željezničar
- Mistrzostwo Bośni i Hercegowiny: 2009/2010, 2011/2012, 2012/2013
- Puchar Bośni i Hercegowiny: 2010/2011, 2011/2012

Zrinjski Mostar
- Mistrzostwo Bośni i Hercegowiny: 2017/2018